# Leucania coenosa
Leucania coenosa är en fjärilsart som beskrevs av Pieter Cornelius Tobias Snellen 1877. Leucania coenosa ingår i släktet Leucania och familjen nattflyn. Inga underarter finns listade i Catalogue of Life.